# Campoletis horstmanni
Campoletis horstmanni là một loài tò vò trong họ Ichneumonidae.